# نوریس‌تاون (جورجیا)
نوریس‌تاون (به انگلیسی: Norristown) یک منطقهٔ مسکونی در ایالات متحده آمریکا است که در جورجیا واقع شده‌است. نوریس‌تاون ۵۹ نفر جمعیت دارد و ۷۴٫۹۸ متر بالاتر از سطح دریا واقع شده‌است.